# Eloise Olivia Katherine Taylor
Eloise Taylor (Eloise Olivia Katherine Taylor; nascuda el 2 de març de 2003) és la tercera filla de Timothy Taylor i la seva esposa Helen Windsor. Va ser batejada a la Capella de Sant Jordi, al Castell de Windsor, el mateix lloc en què els seus pares es van casar. En 2024, Eloise ocupava el lloc 50è en la línia de successió al tron britànic. Té tres germans: Tom Taylor (nascut el 6 d'agost de 1994), Edward Taylor (nascut el 26 de desembre de 1996) i Estella Taylor (nascuda el 21 de desembre de 2004).